# كوري هاريسون
كوري هاريسون (بالإنجليزية: Corey Harrison)‏ هو شخصية أعمال أمريكي، ولد في 27 أبريل 1983 في لاس فيغاس في الولايات المتحدة.

## وصلات خارجية
- كوري هاريسون على موقع IMDb (الإنجليزية)
- الموقع الرسمي